# Santuario della Madonna de La Salette
Il santuario della Madonna de La Salette è un santuario mariano situato a Fumane, in provincia di Verona.
Si trova sulla collina sopra all'abitato di fumane in una nicchia di roccia. La particolare posizione gli fa godere di una splendida vista su tutta la vallata.
Fu costruita su volere degli abitanti di Fumane come ex voto per la richiesta di liberazione dalla devastante epidemia di fillossera delle viti che si era propagata intorno alla metà del XIX secolo.
Il santuario fu completato nel 1864 ed ampliato nel 1950.